# Monte Blanco (Fortín)
Monte Blanco es una localidad del estado mexicano de Veracruz. Es parte del municipio de Fortín.

## Demografía
| Gráfica de evolución demográfica |
|                                  |

| Censo | Población |
| ----- | --------- |
| 1900  | 1 586     |
| 1910  | 1 552     |
| 1921  | 1 292     |
| 1930  | 1 601     |
| 1940  | 1 902     |
| 1950  | 2 530     |
| 1960  | 3 040     |
| 1970  | 3 686     |
| 1980  | 4 891     |
| 1990  | 6 771     |
| 1995  | 7 508     |
| 2000  | 7 489     |
| 2005  | 7 673     |
| 2010  | 6 911     |
| 2020  | 7 406     |